# A Matter of Life and Death
A Matter of Life and Death —en español: Cuestión de vida o muerte— es el decimocuarto álbum de estudio de la banda británica Iron Maiden, publicado el 25 de agosto de 2006 en Italia y Finlandia, el 28 de agosto en todo el mundo excepto en Estados Unidos, Canadá y Japón donde fue publicado el 5 de septiembre de 2006. Es el primer álbum de heavy metal en debutar en el puesto #4 en la India, llegando a posicionarse en el número uno en dicho país, y en varios otros países.
Aunque no es un álbum conceptual, los temas de la guerra y la religión son predominantes en la mayoría de las canciones del disco.
El líder de la banda Steve Harris en algunas entrevistas que había realizado en televisión y en algunos revistas musicales como Metal Hammer o Rolling Stones se refirió a estas críticas en su particular estilo diciendo:

Si nosotros hiciéramos todos nuestros discos a base de lo que piensan los demás, no hubiera nacido el Heavy Metal. Nos convertiríamos en una banda 100% comercial que realiza discos que llamarían la atención de el montón de idiotas que hay en el mundo, ganaríamos dinero, pero no haríamos lo que realmente queremos hacer, algo diferente, algo que realmente nos nace realizar, haríamos discos solo para ganar dinero y no para expresarnos, viviríamos de los éxitos que tuvimos en el pasado y no nos reinventaríamos, haríamos giras solo para tocar los mismos temas de siempre y nos llenarnos los bolsillos de dinero como lo hacen otras bandas, si me hubiera importado la opinión de los demás en este disco habría salido a la calle preguntando: ¿Oye, te gusta el Heavy Metal?. Y si hubieran dicho que si, les haría un cuestionario preguntándoles: ¿Cómo debería ser el siguiente disco de Iron Maiden, más ganchero o más progresivo. ¿Sonido remasterizado o crudo? ¿Conceptual, experimental o simplemente algo superficial y sin ningún mensaje de fondo? Ja Ja Ja. Y luego pregunta el periodista entre medio de las risas: ¿Y después les darás un caramelo cuando termine el cuestionario?. Por supuesto. ¿Qué sabor quieres amigo?, ellos dicen el sabor que quieren y luego les digo: lo siento solo tengo naranja confórmate Ja Ja Ja.

Bruce Dickinson también hizo declaraciones: Este Disco no es para un fan recién iniciado como de 17 años o menos, más bien lo es para quien tiene un oído fino, sin ofender (risas) alguien que con mucha paciencia sabrá digerir el disco escuchándolo las veces necesarias, paciencia que algunos no tuvieron al escuchar el disco la primera vez, sabemos que no les va gustar este disco a muchos fans porque no es para nada ganchero y es muy difícil de digerir pero nosotros nos sentimos muy orgullosos y felices del trabajo que hicimos, al que le gustó el disco genial y al que no pues trataremos de reconquistarlo de otra manera.
[cita requerida]

El propio título del álbum remite asimismo al tema de la guerra, ya que A Matter Of Life And Death (en español: Un Asunto de vida o muerte) es el nombre que recibió una película británica dirigida por Michael Powell y Emeric Pressburger de 1946 cuyo protagonista es piloto de la Royal Air Force.

## Descripción
La banda, aún consistente en la misma alineación que sus dos anteriores álbumes de estudio (convertida en la más estable), comenzó a escribir las canciones cerca del final de 2005 después de su gran éxito en sus apariciones en los Estados Unidos y Europa. A finales de año, se hicieron las canciones y empezaron a ensayar en Sarm West Studios en Londres.
Con 72 minutos, A Matter Of Life And Death es el cuarto álbum más largo de la banda hasta la fecha (siendo superado por The Book of Souls con 92:11, Senjutsu con 81:53, The Final Frontier con 76:35, con un promedio por canción de (7:12). El álbum tiene un enfoque más progresivo que Seventh Son of a Seventh Son.
Es el cuarto álbum de estudio que no tiene ninguna canción nombrada como el título del disco, (Piece of Mind, The X Factor, Virtual XI). La portada del álbum fue creado por Tim Bradstreet, un artista americano, más conocido en la actualidad por sus dibujos en el cómic de Punisher.
Durante sus fechas en América del Norte, Japón y Europa, se interpretó el álbum entero. Después de la actuación en Earl's Court, Londres, el 23 de diciembre de 2006, se anunció que el álbum nunca se interpretará en su totalidad de nuevo. Y para un extenso sector de fanes, consideran este álbum como el mejor desde la vuelta de Dickinson y Smith a la banda.

## Detalle del sencillo
El primer sencillo que se lanzó fue «The Reincarnation of Benjamin Breeg» publicado el 14 de agosto de 2006.
El 10 de agosto de 2006 se lanzó el segundo sencillo «Different World» fue puesto en el sitio web oficial para todo el mundo para escuchar. Al día siguiente «Brighter Than A Thousand Suns» también fue puesto en el sitio web oficial, y el 23 de agosto de 2006 todo el álbum fue puesto en Internet.
Paul Gilbert de Racer X declaró sobre el disco: Desde que me inicié en la música, admiré a Iron Maiden, siempre ellos han sido mis modelos a seguir, aunque sé que mi carrera nunca se podrá comparar a la de ellos, porque ellos fueron pioneros para muchas otras bandas; en mi humilde opinión puedo decir que A Matter of Life and Death es de esos discos que cuando uno se da el tiempo de digerirlo se le queda en la mente y se le hace a uno un rincón en el corazón y en el alma que ninguna otra banda de cualquier estilo podrá sacarlo, se queda con uno para siempre.

## DVD - Documental
Además de la versión estándar de CD, A Matter Of Life And Death también fue puesto en el mercado en una edición limitada en vinyl, así como en una edición en CD que contiene una versión de bonificación DVD. El DVD, que cuenta con un total de tiempo de ejecución de casi una hora, contiene un documental de media hora, además de todos los vídeos y fotos mientras que la banda estaba haciendo el álbum. El documental "La Realización de A Matter Of Life And Death", dirigido por Matthew Amos (director de The Early Days y Death on the Road).
La bonificación DVD también incluye el vídeo de promoción de la canción «The Reincarnation of Benjamin Breeg», y un especial íntimo de la grabación del otro sencillo «Different World» en el estudio. El álbum también está disponible como una edición limitada doble de vinilo, y en descarga digital.

## Lista de canciones
| N.º   | Título                                | Escritor(es)               | Duración |  |
| 1.    | «Different World»                     | Smith / Harris             | 4:17     |  |
| 2.    | «These Colours Don't Run»             | Smith / Dickinson / Harris | 6:52     |  |
| 3.    | «Brighter Than a Thousand Suns»       | Smith / Dickinson / Harris | 8:44     |  |
| 4.    | «The Pilgrim»                         | Gers / Harris              | 5:07     |  |
| 5.    | «The Longest Day»                     | Smith / Dickinson / Harris | 7:48     |  |
| 6.    | «Out of the Shadows»                  | Dickinson / Harris         | 5:36     |  |
| 7.    | «The Reincarnation of Benjamin Breeg» | Murray / Harris            | 7:21     |  |
| 8.    | «For the Greater Good of God»         | Harris                     | 9:24     |  |
| 9.    | «Lord of Light»                       | Smith / Dickinson / Harris | 7:23     |  |
| 10.   | «The Legacy»                          | Gers / Harris              | 9:20     |  |
| 70:38 |                                       |                            |          |  |

Bonus track (edición de iTunes Store)
| N.º | Título                                             | Escritor(es) | Duración |  |
| 11. | «Hallowed Be Thy Name» (Radio 1 'Legends' Session) | Harris       | 7:11     |  |

DVD Edición Limitada
1. The Making of A Matter Of Life And Death
2. Videoclip The Rencarnation Of Benjamin Breeg
3. Imágenes de la presentación en estudio de Diferent World
4. Galería de fotos

## Integrantes
- Steve Harris - bajista
- Bruce Dickinson - vocalista
- Dave Murray - guitarrista
- Adrian Smith - guitarrista
- Janick Gers - guitarrista
- Nicko McBrain - baterista